# Bruderhof
Bruderhof (Arnoldleut) är ett anabaptistiskt kristet samfund. I likhet med andra anabaptister, som mennoniterna, hutteriterna och amish, förkastar man barndop och praktiserar istället dop vid vuxen ålder. Bruderhof-rörelsens medlemmar lever i lokala kommuniteter
. Dessa utgörs av jordbrukskollektiv där man praktiserar egendomsgemenskap. Bruderhof leds av biskopar och äldste.
Arnold Eberhard grundade 1920 en kommunitet i Sannerz i Tyskland. År 1930 fann Eberhard att det fanns hutteriter i Amerika och införlivade då sin kommunitet i deras rörelse. Kommuniteten fick senare fly för nazisterna och kom till slut att sprida sig till England och flera olika platser i Amerika.
Relationerna med de närbesläktade hutteriterna har tidvis lett till schismer, på grund av diverse religiösa och kulturella skillnader. Skillnaderna mellan Bruderhof och Hutteriter gäller främst synen på Guds Ord, gudstjänster, församlingsdisciplin, ledarskap, beslutsfattande, utbildning, kontakten med omvärlden och ekumenik.